# Eutropis chapaensis
Eutropis chapaensis (в'єтнамська мабуя) — вид сцинкоподібних ящірок родини сцинкових (Scincidae). Ендемік В'єтнаму.

## Поширення і екологія
В'єтнамські мабуї мешкають на півночі В'єтнаму. Вони живуть у вологих тропічних лісах на рівнинах і в перегір'ях, на висоті до 1500 м над рівнем моря.